# Szljugyankai járás
A Szljugyankai járás (oroszul Слюдянский район) Oroszország egyik járása az Irkutszki területen. Székhelye Szljugyanka.

## Népesség
- 1989-ben 44 697 lakosa volt.
- 2002-ben 44 039 lakosa volt.
- 2010-ben 40 509 lakosa volt, melyből 37 401 orosz, 390 ukrán, 335 burját, 302 tatár, 249 örmény, 119 azeri, 104 fehérorosz stb.